# Manolo Revilla
Manuel Revilla López (Alcalá de Henares, 14 de febrero de 1921-Alcalá de Henares, 22 de febrero de 1983) fue un pintor y dibujante español.

## Biografía
Manolo Revilla nació en el número 13 de la calle libreros de Alcalá de Henares el 14 de febrero de 1921. Fue el segundo hijo de Alfonso Revilla Delgado y de Encarnación López. Cursó sus estudios de secundaria en el Instituto de Segunda Enseñanza de Alcalá, obteniendo matrícula de honor en dibujo el 14 de mayo de 1936. Su familia se trasladó temporalmente a Valencia en 1938, durante la Guerra Civil Española. Desde 1940 estudió Ciencias Químicas en Zaragoza. De regreso a Alcalá, trabajó como representante comercial del almacén de coloniales y aceites que su padre poseía en la calle Santiago; asumiendo la responsabilidad de la empresa en 1950 al fallecer su progenitor. Actividad comercial que mantendrá hasta 1972, para dedicarse íntegramente a su actividad artística. Fue un gran aficionado al tenis y al tiro de pichón. Se casó con Rosa Bel el 4 de enero de 1954 en Madrid, en la iglesia de San Sebastián. Tuvo con ella tres hijos: Pilar, Manuel y Patricia.
En su infancia fue alumno de pintura de Luis Adolfo Sanz, en la Mutual Complutense de su ciudad natal. Aunque su formación es principalmente autodidacta. Tuvo dos estudios de pintura que fueron también su vivienda familiar, consecutivamente en la calle Carmen Calzado y después en la calle Navarro y Ledesma, ambos en Alcalá de Henares. Su primera exposición colectiva fue en 1958, en el Círculo de Contribuyentes.
Su producción artística se reparte entre tres técnicas: dibujos, acuarelas y pinturas al óleo. Que desarrolló en paralelo a lo largo de su vida, con estilos diferentes pero complementarios. Su inició fue con dibujos abstractos que evolucionaron progresivamente hacia el geometrismo, para finalizar en la figuración. Desde 1957 sus trabajos de caballete transcurren desde el grafismo hacia el expresionismo, para desembocar en el impresionismo. Los colores que predominan en sus cuadros son azules, blancos, grises y ocres.
Sus obras aparecen ilustrando numerosas publicaciones como libros, revistas, carteles y almanaques. Su última exposición individual fue en la estación de Chamartín de Madrid, en 1982. Falleció en su domicilio alcalaíno de la calle Navarro y Ledesma nº 10, a los sesenta y dos años de edad, el 22 de febrero de 1983.

## Galardones

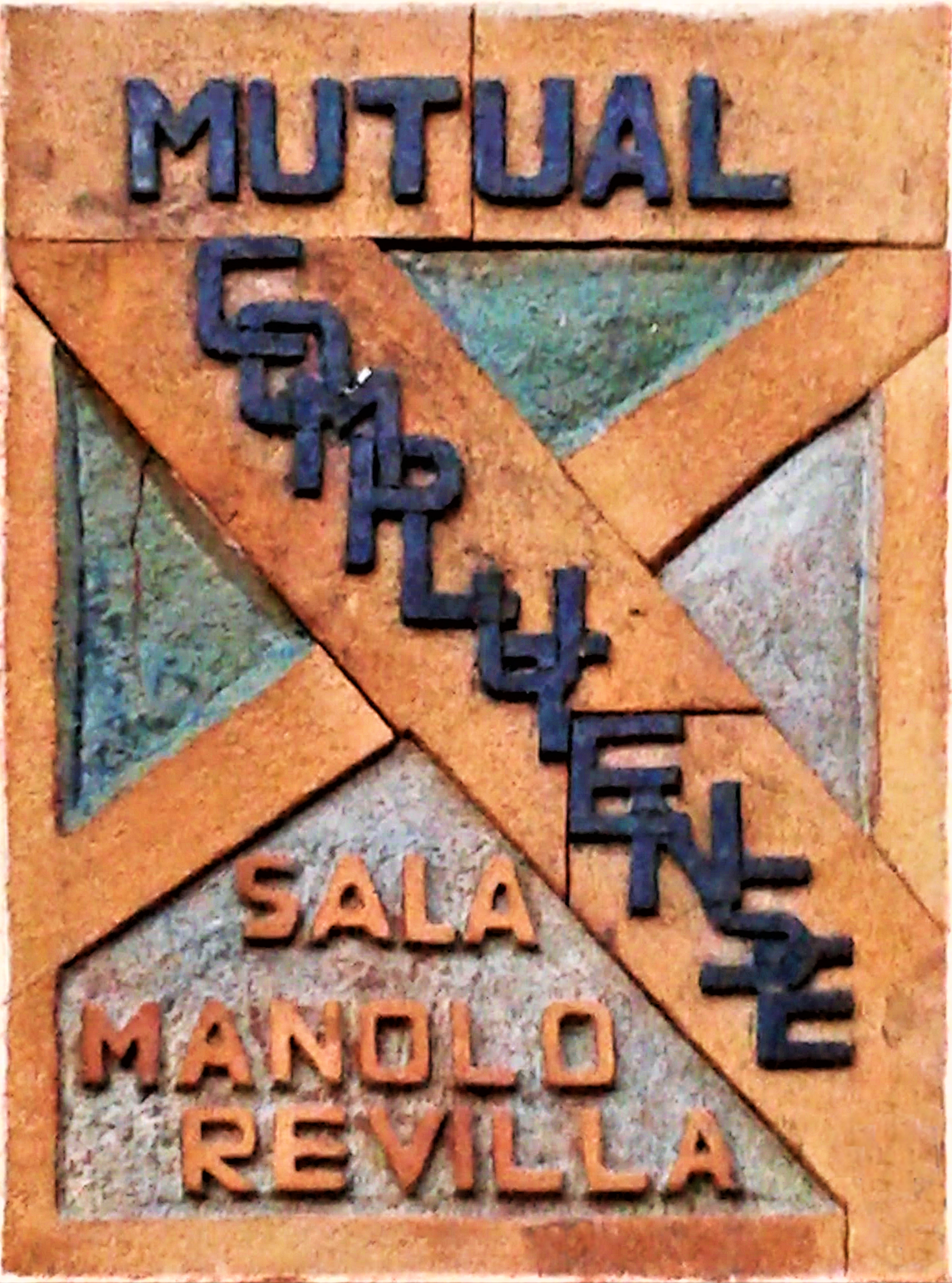
Sala Manolo Revilla en la Mutual Complutense.

- 1958: Medalla de plata en la exposición de Ferias de Alcalá de Henares
- 1959, 1960 y 1962: Medalla de oro en la exposición de Ferias de Alcalá de Henares
- 1961: Premio de honor de la Mutual Complutense
- 1963: 3ª Mención en el IV Premio Internacional de dibujo Joan Miró. Cercle Artistic de Sant Lluc de Barcelona.
- 1964: Medalla de oro al mérito pictórico por el Ayuntamiento de Alcalá de Henares.
- 1969: Quijote de oro del I Premio de pintura "Ciudad de Alcalá de Henares".

## Reconocimientos
- En 1984, una exposición antológica de su obra en la Capilla del Oidor (Alcalá de Henares).[4]
- En 1985 se inauguró la sala de exposiciones "Manolo Revilla" de la Mutual Complutense, como antiguo alumno de la institución y "renombrado pintor y dibujante".[5]
- En 2018, presentación del libro "Manolo Revilla. Talento y Pasión", e inauguración de la exposición "Manolo Revilla. En familia" en la Casa de la Entrevista (Alcalá de Henares).[6]